# Klaus Hallof
Klaus Hallof (* 29. Januar 1957 in Dresden) ist ein deutscher Epigraphiker.
Klaus Hallof wurde 1988 mit der Arbeit Wertangaben für Grundstücke und Gebäude in Attika im 5.–3. Jh. nach den Inschriften an der Akademie der Wissenschaften der DDR promoviert, wo er seit 1983 an den Inscriptiones Graecae beteiligt war. Von 1993 bis 2023 war er Leiter der an der Berlin-Brandenburgischen Akademie der Wissenschaften angesiedelten Arbeitsstelle der Inscriptiones Graecae. Hallof ist ferner außerplanmäßiger Professor für Epigraphik an der Humboldt-Universität zu Berlin und korrespondierendes Mitglied des Deutschen Archäologischen Instituts. 2021 wurde er mit dem Karl-Christ-Preis ausgezeichnet.
Er beschäftigt sich nicht nur mit der antiken Epigraphik, sondern auch mit den Inschriften Thüringens, vor allem Jenas.

## Schriften
- mit Luise Hallof: Saxa loquuntur. Die Grabmonumente und Inschriften im Collegium Jenense (Jenaer Reden und Schriften). Friedrich-Schiller-Universität Jena, Jena 1987.
- mit Luise Hallof: Die Inschriften der Stadt Jena bis 1650 (= Die Deutschen Inschriften. Band 33; Berliner Reihe, Band 5). Akademie/Reichert, Berlin/Wiesbaden 1992, ISBN 3-05-001988-3.
- als Herausgeber: Inschriftliche Gesetzestexte der frühen griechischen Polis. Aus dem Nachlass von Reinhard Koerner (= Akten der Gesellschaft für Griechische und Hellenistische Rechtsgeschichte. Band 9). Böhlau, Köln u. a. 1993, ISBN 3-412-02393-0.
- mit Luise Hallof: Hesiod. Werke in einem Band: Theogonie. Werke und Tage. Ehoien. Der Schild des Herakles. Fragmente. Texte zum Nachleben [sc. "Der Wettstreit zwischen Homer und Hesiod" und "Hesiods Berufung"]. LI + 298 Seiten (+ 21 [aber de facto "Stemma 8" + "Stemma 8a" bis "8c"(!), "Stemma 15" + "Stemma 15a" und "15b", "Stemma 16" + "Stemma 15a" sowie "Stemma 19" + "Stemma 19a", also insgesamt 28] "Genealogische Tafeln"). Bibliothek der Antike. Griechische Reihe. Aufbau-Verlag, Berlin / Weimar 1994. ISBN 3-351-02278-6
- mit Luise Hallof: Die Inschriften des Landkreises Jena (= Die Deutschen Inschriften. Band 39; Berliner Reihe, Band 6). Akademie/Reichert, Berlin/Wiesbaden 1995, ISBN 3-05-002302-3.
- Inscriptiones Graecae
  - zusammen mit D. Lewis und E. Erxleben: Band I³ 3: Inscriptiones Atticae Euclidis anno anteriores. Teil 3: Indices. 1998.
  - Band IV²: Inscriptiones Argolidis. Teil 2: Inscriptiones Aeginae insulae. 2007 (nach Vorarbeiten von Hans Rupprecht Goette).
  - Band IX 1²: Inscriptiones Phocidis, Locridis, Aetoliae, Acarnaniae, insularum maris Ionii. Teil 4: Inscriptiones insularum maris Ionii. 2001 (nach Vorarbeiten von Günther Klaffenbach, unter Mitarbeit von Daniel Strauch, Mathias Lawo und John M. Fossey).
  - Band X, 2: Inscriptiones Macedoniae. Teil 1: Inscriptiones Thessalonicae et viciniae. Supplementa II. 2020 (mit Despoina Papakonstantinou-Diamantourou und Elena Martín González).
  - Band XII, 4: Inscriptiones Coi, Calymnae, Insularum Milesiarum. Teil 1: Inscriptiones Coi insulae: Decreta, epistulae, edicta, tituli sacri. 2010 (mit Dimitris Bosnakis und Kent Rigsby).
  - Band XII, 4: Inscriptiones Coi, Calymnae, Insularum Milesiarum. Teil 2: Inscriptiones Coi insulae: Catalogi, dedicationes, tituli honorarii, termini. 2012 (mit Dimitris Bosnakis).
  - Band XII, 4: Inscriptiones Coi, Calymnae, Insularum Milesiarum. Teil 3: Inscriptiones Coi insulae: Tituli sepulcrales urbani. 2016 (mit Dimitris Bosnakis).
  - Band XII, 4: Inscriptiones Coi, Calymnae, Insularum Milesiarum. Teil 4: Inscriptiones Coi insulae: Tituli sepulcrales demorum, tituli varii, incerti, alieni insulae milesiae. 2018 (mit Dimitris Bosnakis).
  - Band XII, 4: Inscriptiones Coi, Calymnae, Insularum Milesiarum. Teil 5: Inscriptiones Calymnae et insularum Calymniarum. 2021 (mit Dimitris Bosnakis).
  - Band XII, 6: Inscriptiones Chii et Sami cum Corassiis Icariaque. Teil 1: Inscriptiones Sami insulae: Decreta, epistulae, sententiae, edicta imperatoria, leges, catalogi, tituli Atheniensium, tituli honorarii, tituli operum publicorum, inscriptiones ararum. 2000.
  - Band XII, 6: Inscriptiones Chii et Sami cum Corassiis Icariaque. Teil 2: Inscriptiones Sami insulae: Dedicationes, tituli sepulcrales, tituli Christiani, Byzantini, Iudaei, varia tituli graphio incisi, incerta, tituli alieni. Inscriptiones Icariae Insulae. 2003 (mit Angelus P. Matthaiou).